# Corumbiara
Corumbiara là một đô thị thuộc bang Rondônia, Brasil. Đô thị này có diện tích 3060 km², dân số năm 2007 là 9476 người, mật độ 3,1 người/km².